# Капетильо, Эдуардо
Эдуардо Капетильо (исп. Eduardo Capetillo Vazquez) (13 апреля 1970, Мехико, Мексика) — мексиканский актёр и певец.

## Биография
Родился 13 апреля 1970 года в Мехико в семье известного мексиканского тореадора Мануэля Капетильо. У Эдуардо есть двое братьев — Мануэль Капетильо и Гильермо Капетильо и двоюродный брат, известный актёр Раймундо Капетильо. Дебютировал юный актёр в 1985 году и с тех пор у него на счету 21 работа в кино, среди которых присутствуют и телесериалы. В России его помнят по ярким ролям: Маримар (Серхио Сантибаньес) и Мачеха (Леонель Ибаньес).

### Музыкальная карьера
В музыкальном жанре дебютирует в 1985 году (одновременно с кинокарьерой) и попадает в музыкальную группу Timbiriche, созданная в 1982 году, где сменил главного вокалиста Бенни Ибарру и вскоре после его прихода успех музыкальной группы приходит за успехом. Чуть позднее он становится ведущим солистом данной группы. Состав музыкальной группы был таковым: Алих Бауэр, Диего Шоенинг, Мариана Гарса, Паулина Рубио, Талия, Эрик Рубин, Эдит Маркес, Саша Сокол, он сам и Биби Гайтан. После успешной карьеры в 1994 году группа Timbiriche распалась, и он сам, Паулина Рубио, Талия, Эрик Рубин и Биби Гайтан продолжили сольную музыкальную карьеру.

### Личная жизнь
Эдуардо Капетильо женился на солистке группы Timbiriche Биби Гайтан, но личная жизнь поначалу не сложилась — супруги развелись, но затем Биби Гайтан поняв, что ошиблась с разводом и не может жить без него, вновь вышла замуж за него и подарила ему 5 детей. На данный момент супруги живут счастливо.

## Фильмография

### Телесериалы

#### Televisa
- 1986 — Мартин Гаратуса — Роман Гаратуса.
- 1989 — Умираю, чтобы жить — Виктор.
- 1990 — Дотянуться до звезды — Эдуардо Касабланка.
- 1991 — Дотянуться до звезды-2 — Тот же.
- 1992 — Станцуй со мной — Эдди.
- 1994 — Маримар — Серхио Сантибаньес.
- 1996 — Песня любви — Лоренцо Ренцо.
- 1998-99 — Камила — Мигель Гутьеррес.
- 2002-03 — Да здравствуют дети — Эмилиано Леаль.
- 2004 — Малышка Эми — Клоун.
- 2005-06 — Перегрина — Анибаль Алкосер.
- 2005-07 — Мачеха — Леонель Ибаньес.
- 2007-08 — Огонь в крови — Падре Рейес.
- 2008-09 — Во имя любви — Хавьер Эспиноса де лос Монтерос.
- 2009-10 — Грешница — Берние.
- 2010 — Я твоя хозяйка — Хорасио Акоста.
- 2012 — Другая сторона души — Роберто Монтеагуадо.

### Фильмы
- 1985 — Кошмар на кладбище — Тони.

## Дискография

### Музыкальные альбомы
- 1991 — Дай мне ночь
- 1993 — Вот я
- 1995 — Чужая кожа
- 2002 — Эдуардо Капетильо
- 2007 — Ковбой в городе
- 2009 — Факт в Синалоа

## Награды и премии

### TVyNovelas
- 1991 — Лучшее мужское откровение — Дотянуться до звезды — ПОБЕДА.
- 1993 — Лучший молодой актёр — Станцуй со мной — проигрыш.
- 1995 — Лучший актёр — Маримар — проигрыш.